# さいたま赤十字病院
さいたま赤十字病院（さいたませきじゅうじびょういん）は、埼玉県さいたま市中央区にある医療機関である。日本赤十字社埼玉県支部設置の病院である。救急病棟32床 ・ICU8床、CCU14床を備える。

## 概要
現在地への移転の沿革については「さいたま新都心#さいたま新都心医療拠点整備」も参照。
東日本大震災後に防災意識が高まる中で、それまでの建物（中央区上落合8丁目）の老朽化と耐震性の問題がクローズアップされ、また、災害時に防災基地・大規模避難施設となるさいたまスーパーアリーナや国の官公庁が入る合同庁舎が集まる地区に移転することで、緊急時の医療拠点となることを企図し、さいたま新都心第8-1A街区医療拠点整備事業として、埼玉県立小児医療センターと併設新築され、2017年1月1日に移転開院（外来診察は1月4日開始）した。
移転に際して母子医療を拡充させ、小児医療センターと併設する事により、連携して総合周産期母子医療センターの機能を整備した。8-1街区敷地の北側（1.4ha）に赤十字病院（地上14階地下1階、高さ78m）、南側（1ha）に小児医療センター（地上13階地下2階、高さ70m）が置かれ、両病院は別の建物となるが、地下1階から2階、4階から6階が渡り廊下で連結される。
新しい赤十字病院には、県内2番目となる母体・胎児集中治療室（MFICU）を9床新設する。
1階には救急車・ドクターカー搬送に対応した、救急救命設備を2病院別個に置く。外来受付も2階に別個に置くが、外来用エントランスは、他の街区や駅に接続するペデストリアンデッキに面した、両病院の間に置いて共用する。また2階には、新都心の賑わい創出に貢献するため、デッキに面して店舗を併設する一方、デッキ自体は災害時のトリアージの実施スペースとするため、広く確保する設計とした。両病院共に4階に手術室、6階等に会議室や図書室、研修施設を合わせて設置して、双方の医師や職員の連携を行う。
赤十字病院の屋上にはヘリポートを設置し、ドクターヘリや消防防災ヘリコプターなど、航空救急で運ばれるような特殊な患者に対応し、救命集中治療室（ICU）を増強して、高度救命救急センターを目指す。また一般病室の個室化の拡大、がん治療能力の拡大が行われる。
病院の用地は、埼玉県とさいたま市が日本赤十字社に貸与している。赤十字は旧病院の土地を賃貸して、費用を捻出する方針をとり、2016年に島忠との間で、40年間の定期借地権契約を結んだ。建物移転・建設費用は、埼玉県と赤十字病院がそれぞれ負担した。島忠は2019年3月に「ホームズ さいたま中央店」として開業し、同年7月に本社を移転した。
旧病院内の「さいたま赤十字看護専門学校」（2020年3月に廃校）の隣接地には、日本赤十字看護大学が新たな学部「さいたま看護学部」のキャンパスを建設、同年4月に開設された。

## 沿革
かつては中央区（旧与野市）上落合に所在し、与野赤十字病院、大宮赤十字病院、さいたま赤十字病院と病院名が変遷した。当時浦和町か大宮町に建設しようとしたところ、両町の医師会から反対を受け、やむなく与野町と大宮町の境に病院用地を取得して建設した。
その後、最寄駅が大宮駅であるにもかかわらず『与野赤十字病院』だったため、与野駅から来院する者が多数おり、与野の名称では埼玉県所在とすぐに分からず、説明を要したことによって『大宮赤十字病院』に改称された。さいたま市誕生により、さいたま赤十字病院に再度改称され、2017年にはさいたま新都心に移転した。
- 1934年（昭和9年）7月3日 - 日本赤十字社埼玉支部療院落成式。7月6日より診療開始
- 1940年（昭和15年）11月1日 - 日本赤十字社埼玉支部与野療院に改称。
- 1942年（昭和17年）12月22日 - 日本赤十字社埼玉支部与野病院に改称。
- 1943年（昭和18年）1月4日 - 与野赤十字病院に改称。
- 1947年（昭和22年）1月17日 - 大宮赤十字病院に改称。
- 1947年（昭和22年）11月3日 - 本館塗装工事中に出火。本館・第一病棟を焼失。
- 1957年（昭和32年）10月25日 - 総合病院の名称許可
- 1964年（昭和39年）6月12日 - 救急病院の指定。
- 1968年（昭和43年）10月31日 - 鉄筋5階建新病棟完成
- 1972年（昭和47年）4月1日 - 臨床研修病院に指定。
- 1975年（昭和50年）10月22日 - 新病棟新築
- 1980年（昭和55年）1月31日 - 埼玉県救命救急センター完成（1987年に大宮赤十字病院救命救急センターに名称変更）
- 1999年（平成11年） - 埼玉県災害拠点病院に指定。
- 2003年（平成15年） - さいたま赤十字病院に改称。
- 2005年（平成17年）1月17日 - 地域がん診療連携拠点病院に指定。
- 2011年（平成23年） - 建物の老朽化・耐震の観点から、さいたま新都心に移転決定。
- 2013年（平成25年） 新病院着工
- 2016年（平成28年）8月 - 新病院完成。
- 2017年（平成29年）1月1日 - 移転開院（外来診察は1月4日開始）。高度救命救急センター及び総合周産期母子医療センター（埼玉県立小児医療センターと一体運営）に指定。
- 2020年（令和2年）3月27日 - 埼玉県基幹災害拠点病院に指定。[2]

## 診療科
- 総合臨床内科
- 肝・胆・膵内科
- 消化器内科
- 呼吸器内科
- 糖尿病内分泌内科
- 血液内科
- 膠原病・リウマチ内科
- 腎臓内科
- 脳神経内科
- 循環器内科
- 心療科
- 小児科
- 外科
- 乳腺外科
- 整形外科
- 脳神経外科
- 呼吸器外科
- 心臓血管外科
- 皮膚科
- 形成外科
- 泌尿器科
- 産婦人科

埼玉県総合母子周産期医療センター
（スーパー母体）
- 眼科
- 耳鼻咽喉科
- 麻酔科
- 放射線治療科
- 放射線診断科
- リハビリテーション科
- 緩和ケア診療科
- 口腔外科
- 病理診断科
- 救急科
- 集中治療部

高度救命救急センター
```
埼玉県重度外傷センター
埼玉県ドクターカー広域運行拠点
```

さいたま市のほぼ中央に位置し、埼玉県中央部の3次救急の中心的な役割を担っている。
大規模災害時には埼玉県特別機動援助隊（埼玉SMART）や災害派遣医療チーム（DMAT）として医師や看護師を派遣する。

## 医療機関の指定等
- 保険医療機関
- 労災保険指定医療機関
- 指定自立支援医療機関（更生医療・育成医療）
- 身体障害者福祉法指定医の配置されている医療機関
- 生活保護法指定医療機関
- 結核指定医療機関
- 原子爆弾被爆者医療指定医療機関
- 原子爆弾被爆者一般疾病医療取扱医療機関
- 基幹災害拠点病院
- 高度救命救急センター
- 臨床研修指定病院
- 地域がん診療連携拠点病院
- DPC対象病院
- 指定療育機関
- 埼玉DMAT指定医療機関
- 災害対策基本法指定機関
- 総合周産期母子医療センター（埼玉県立小児医療センターと一体運営）
- 地域医療支援病院

## 交通アクセス
- JR各線「さいたま新都心駅」から徒歩4分
- JR埼京線「北与野駅」から徒歩6分
- 首都高速埼玉大宮線「新都心西出入口」下車

## 不祥事・医療ミス・医療事故
- 2019年3月19日 - 3月19日午後3時10分ごろ、4日前に体内の胎児の心肺停止が確認され、分娩のため入院中の女性患者（36歳）がトイレの便器に座った際に産み落とされ（死産）、職員の指示で分娩室に戻って待機していたところ、清掃員が誤って流したという。その後も発見されず、病院は女性や家族に謝罪したという。女性患者は空の骨つぼに祈る日々を送り、トイレを流す音がトラウマになり、体調を崩した[3]。